# Jon Koncak
Jon Francis Koncak (ur. 17 maja 1963 w Cedar Rapids w stanie Iowa) – amerykański koszykarz występujący w lidze NBA na pozycji środkowego, złoty medalista igrzysk olimpijskich 1984 w Los Angeles.
W 1996 wystąpił w filmie Eddie.

## Kariera
Mierzący 213 cm wzrostu Jon Koncak studiował na Southern Methodist University, gdzie w latach 1981–1985 grał w drużynie uczelnianej SMU Mustangs – w 2008 „Mustangi” uhonorowały Koncaka wciągnięciem jego koszulki z numerem 53 pod dach hali Moody Coliseum. Do NBA został wybrany z 5. numerem w drafcie 1985 przez Atlantę Hawks, gdzie rozegrał 10 sezonów, po których w 1995 przeniósł się na jeden sezon do Orlando Magic, gdzie zakończył swoją karierę w 1996. W sumie przez 11 sezonów w NBA rozegrał 784 mecze, zdobył 3 520 punktów i zebrał 3 856 piłek.
Jon Koncak który przez całą swoją karierę występował głównie jako rezerwowy „przeszedł do historii” gdy w 1989 podpisał sześcioletni kontrakt z „Jastrzębiami” z Atlanty opiewający na 13 milionów dolarów – była to suma niezwykła jak na rezerwowego koszykarza NBA, stąd pseudonim „Jon Kontrakt” (ang. Jon Contract).